# Júlia Maria Francisca Simão
Júlia Maria Francisca Simão (9 janvier 1901 – 8 octobre 2017) est une supercentenaire brésilienne. Décédée à l'âge de 116 ans et de 272 jours, elle est considérée comme la deuxième personne vivante la plus âgée du monde au moment de sa mort, après Nabi Tajima, et comme la personne la plus âgée du Brésil jusqu'à ce que son âge soit dépassé par Francisca Celsa dos Santos en 2021.

## Biographie
Julia Maria Francisca Simão serait née le 9 janvier 1901 à Cachoeiro de Itapemirim, dans l’État d'Espírito Santo, au Brésil. Elle a célébré son 110e anniversaire le 9 janvier 2011. Elle est décédée le 8 octobre 2017 à Afonso Cláudio, dans l’État d'Espírito Santo, au Brésil, à l'âge présumé de 116 ans et 272 jours.
L'âge de Julia Maria Francisca Simão n'a pas été validé par LongeviQuest (LQ),, mais il a été validé par le Gerontology Research Group.